# Kaiten
Kaiten (jap. 回天 kaiten) – typ japońskich żywych torped przeznaczonych do ataków samobójczych. 
We wnętrzu specjalnie przystosowanych torped umieszczano przedział dla sternika i wyposażano ją w niezbędną aparaturę nawigacyjną. Kaiteny były transportowane przez specjalnie przystosowane nawodne lub podwodne okręty-nosiciele.

## Konstrukcja
Wynalazcami kaitenów byli Sekio Nishina i Hiroshi Kuroki. Japońska marynarka zaaprobowała projekt w lutym 1944 roku. We wrześniu na wyspie Otsushima otwarto bazę do produkcji i testów. Cały projekt aż do końca wojny utrzymywano w ścisłej tajemnicy.
Opracowano 5 typów kaitenów – typy 1, 2, 3 i 4 bazowały na parogazowej torpedzie Typ 93, typ 10 opierał się na elektrycznej torpedzie Typ 92. Typy 2, 4 i 10 powstały tylko w niewielkich ilościach i nie zdążyły zostać wykorzystane w walkach, typ 3 być może nawet w ogóle nie zszedł z desek kreślarskich.
Kaiteny były zbyt duże, by umieścić je wewnątrz kadłuba okrętu podwodnego i wystrzeliwać przy użyciu wyrzutni torpedowych. Zamiast tego były umieszczane na pokładzie okrętu. Istniała specjalna śluza, poprzez którą pilot mógł wejść do torpedy nawet wtedy, gdy okręt-matka był zanurzony. Nosiciel zabierał trzy do sześciu kaitenów.

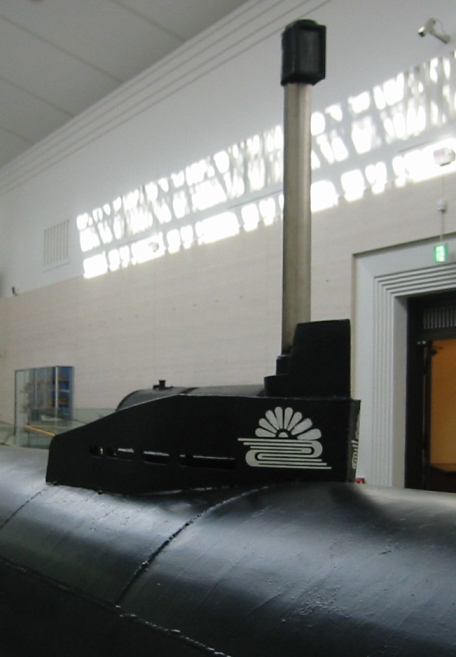
Kiosk kaitena typu 1 z peryskopem

Marynarka początkowo nalegała, aby pilot miał możliwość opuszczenia pocisku przed trafieniem w cel, w praktyce jednak ze względu na dużą prędkość okazywało się to bardzo trudne i niebezpieczne. Ci zaś, którym nie udało się zakończyć misji sukcesem, przypuszczalnie woleli zdetonować pocisk niż zmierzyć się z bezmiarem oceanu. Nie jest znany żaden przypadek ocalenia członka załogi kaitena wystrzelonego w misji bojowej.

## Udział w walkach
Typowy atak rozpoczynał się podpłynięciem zanurzonym okrętem podwodnym na odległość około siedmiu kilometrów i wypuszczeniem kaitenów. Pociski, znalazłszy się w odległości około kilometra od celu, osiągały głębokość peryskopową i, po wprowadzeniu przez pilota poprawek do kursu, ponownie się zanurzały i pędziły z maksymalną prędkością w obranym kierunku. W przypadku chybienia pilot miał możliwość ponownego zaatakowania.
Po raz pierwszy „żywych torped” użyto przeciwko amerykańskiej flocie 20 listopada 1944 roku. Były stosowane do końca wojny. Okazały się jednak bronią wysoce nieskuteczną. Kiepska konstrukcja kadłuba kaitena, mocno ograniczała możliwości zanurzenia nosiciela. Czyniło go to łatwym łupem dla samolotów. Nawet wystrzelone kaiteny często ulegały awariom i nie docierały do celu. W efekcie jedynie dwie jednostki pływające zostały zatopione wskutek ich użycia: zbiornikowiec USS „Mississinewa„ 20 listopada 1944 roku oraz niszczyciel USS „Underhill” 24 lipca 1945 roku, a kilka innych zostało uszkodzonych przy stracie aż ośmiu okrętów-nosicieli.

## Zatopienie USS „Underhill” (DE-682)

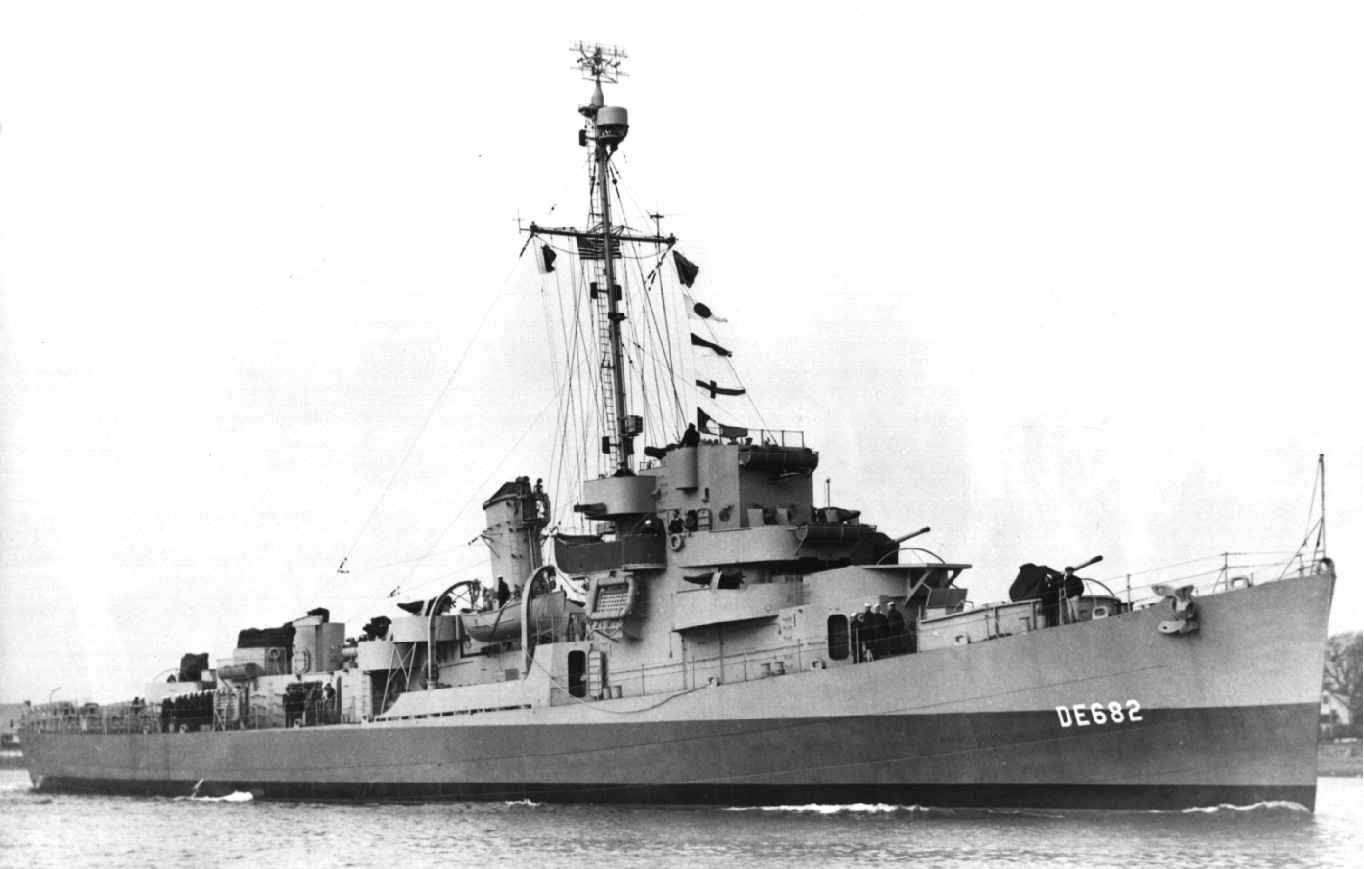
USS „Underhill”, zatopiony w wyniku ataku kaitenów

Najpoważniejszym sukcesem kaitenów było zatopienie 24 lipca 1945 roku niszczyciela eskortowego USS „Underhill”. Mimo że misja zakończyła się sukcesem, jej przebieg obnaża niedoskonałości kaitenów.
Niszczyciel był przedstawicielem bardzo licznego typu Buckley, eskortował transport amerykańskiej piechoty. Wczesnym popołudniem konwój został dostrzeżony przez okręt podwodny I-53 dowodzony przez Saichi Obę.
I-53 uzbrojony był w sześć kaitenów, z czego dwa były niesprawne. Z czterech wystrzelonych pocisków jeden został najprawdopodobniej zatopiony bombami głębinowymi „Underhilla”, przynajmniej jeden został przezeń staranowany. Jeden z kaitenów trafił w jeden ze statków transportowych, ale ładunek nie eksplodował, pilot najprawdopodobniej zawrócił i zaatakował „Underhilla”.
Jeden kaiten trafił niszczyciel w okolicach maszynowni. Eksplozja potężnej głowicy, a najprawdopodobniej także kotłów oraz części amunicji dla dział rozerwała „Underhill” na dwie części. Dziobowa zatonęła niemal natychmiast, nie dając nikomu szans przeżycia, rufowa utrzymywała się na wodzie, ale po podjęciu na pokłady transportowców rozbitków została zatopiona ogniem z dział.

## Dane taktyczno – techniczne Kaiten Typ 2
- Wyporność: 18,4 t
- Długość: 16,8 m (55'2")
- Średnica: 1,35 m (4'5")

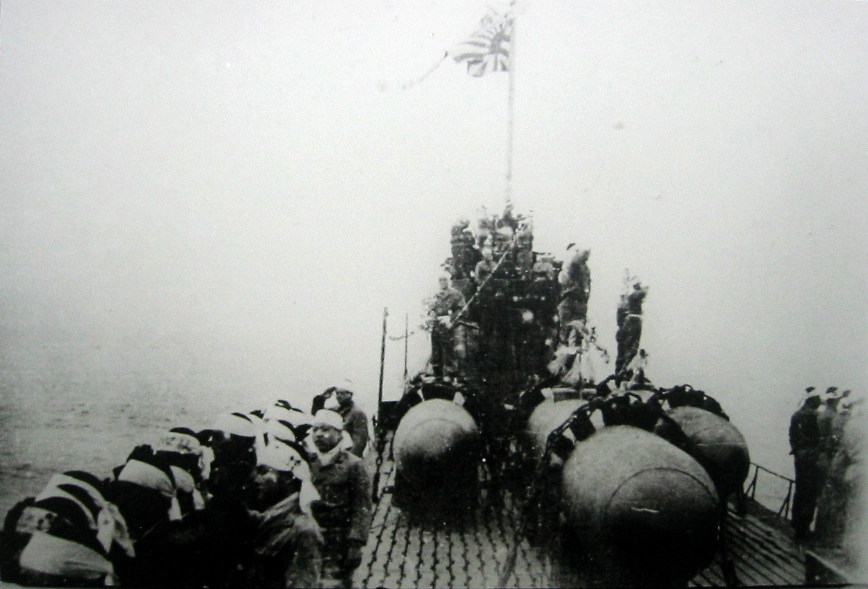
Torpedy Kaiten na pokładzie japońskiego okrętu podwodnego

- Napęd: parowo-gazowy silnik typu 6
- Prędkość maksymalna: 40 węzłów
- Zasięg: 83 mile morskie przy prędkości 20 węzłów
- Załoga: 2 osoby
- Uzbrojenie: głowica bojowa o masie 1500 kg (3300 lbs)